# Die Kehre (conférence de Martin Heidegger)
Pour des articles plus généraux, voir Martin Heidegger et La philosophie de Martin Heidegger.
Die Kehre, traditionnellement traduit en français par « le Tournant »,  est le texte de l'une des quatre conférences de Martin Heidegger prononcées au Club de Brême, sous le titre général Einblick in das was ist (Regard dans ce qui est), le premier décembre 1949 . Publiée pour la première fois en français chez Gallimard dans Question IV en novembre 1990 avec comme traducteurs Jean Lauxerois et Claude Roëls.

## Mouvement général du texte
L'idée de « Kehre », traditionnellement traduite par « tournant » et conçue comme un brusque renversement, s'est imposée à Heidegger au cours de sa longue méditation sur l'« histoire de l'être ». La première apparition « publique » de l'idée de « Tournant » se trouve dans la Lettre sur l'humanisme. L'histoire de l'être n'est pas conçue chez lui comme une évolution comprenant époques et ruptures ; elle est la puissance de mutation qui s'abrite dans le premier commencement grec. Heidegger part d'une méditation sur le sens d'être de notre époque caractérisée par la technicisation et la dés-humanisation du monde, l'époque de la « Technique » où domine le « Gestell ». Inscrit dès l'origine, c'est-à-dire depuis le premier commencement dans le « destin » de la métaphysique, le Gestell, comme essence de l'être, n'est que le dernier moment de cette histoire. Ainsi conçu le Gestell est un aboutissement dans l'histoire de la métaphysique. Dans cette perspective la métaphysique n'est plus seulement une discipline philosophique, mais devient une puissance historiale, en propre [dans son essence], qui reflète un destin de l'être, remarque Jean Greisch.
Face au « péril » que présente le Gestell, c'est-à-dire face à l'assombrissement et à la dévastation auquel la technique moderne semble condamner le monde, le « destin » offrirait une autre voie, il y aurait la possibilité d'un tournant, d'un salut. Avec le Tournant, Die Kehre, la pensée serait en train d'abandonner la subjectivité, remarque Jean Grondin.
Ce tournant ne dépendrait cependant pas de la volonté humaine mais bien de l'être lui-même. François Fédier interprète le tournant comme un mouvement qui consiste « à quitter un chemin pour en suivre un autre, sans esprit de retour ». C'est à en découvrir les indices dans l'essence de la vérité de l'être que s'attache Heidegger dans cette conférence.

## Lecture et commentaires
Afin de rendre le texte plus abordable, il est tenté de le diviser en trois parties.

### Le Destin (pages 309 à 311)
Le « Gestell », que l'on traduit par « Dispositif » ou « Arraisonnement », est un mode de « dévoilement » de l'étant, « mode de dévoilement qui nous livre tout étant comme susceptible d'être interpellé, arraisonné, commandé [...], mise à disposition qui fait de celui-ci un « fonds », un stock ou une réserve », qui « rassemble en lui-même toutes les possibilités de la « mise en demeure » » et qui a pour caractéristique de se dissimuler (p. 309). 
Le « Gestell » est un « destin » qui appartient à l'essence de l'être lui-même. Il est le mode d'être contemporain qui considère l'intégralité de l'étant comme « fonds disponible », der Bestand (p. 310). Ce dont il est question c'est de l'histoire de l'être, telle que celle-ci se destine à l'humanité et non de l'histoire des événements historiques. « L'histoire que veut penser Heidegger, la Geschichte, c'est l'histoire de ce qui nous est envoyé ou destiné depuis l'origine et qui ainsi nous détermine à notre insu » souligne Marlène Zarader. « Que cette histoire nous soit destinée implique que nous soyons à même de lui faire accueil, non pas qu'elle vienne comme un sort face auquel nous ne pouvons rien ». 
Dès le deuxième paragraphe, Heidegger annonce que « le Gestell déploie son essence comme « péril » », dont il nous dit qu'il « demeure voilé et dissimulé ». Pour cette raison nous conservons l'illusion que la technique est un moyen dont nous disposons, alors que pour Heidegger ce n'est pas le cas et que tout au contraire « l'homme dans son essence est assigné aujourd'hui à prêter la main à l'essence (déploiement) de la technique » (p. 309). La « Technique » au sens du Gestell ou « Dispositif », tient l'homme en son pouvoir, il n'en est nullement le maître. L'homme moderne est requis par et pour le dévoilement commettant, qui le met en demeure de dévoiler le réel comme fonds.
« La technique, dont l'essence est l'être lui-même, ne se laisse jamais surmonter par l'homme ». L'homme ne prendra jamais la main en ce sens là sur la technique (p. 311). Si l'oubli, et notamment son aggravation dans le Gestell, est constitutif de la métaphysique, il est illusoire de penser pouvoir le corriger, il s'agit plutôt de l'assumer comme destin de l'être lui-même. D'autre part « l'essence de la technique ne peut être conduite dans la métamorphose de son destin sans l'aide de l'essence de l'homme » (p. 311).
Si la technique ne peut être humainement surmontée, en revanche son essence, comme en retrait, peut être libérée dans sa vérité (p. 311).
Comme tout autre moment de l'histoire de l'être, le « Gestell » est destiné à se métamorphoser ,. Comme destin de l'être, le Gestell se libère à partir de la venue d'un autre destin imprévisible (p. 311).
L'être se destine (sich schicken) comme essence de la technique. « Le destin est par essence destin de l'être, au sens où l'être se destine lui-même, déploie à chaque fois son essence comme un destin et par là se métamorphose destinalement ». L'Être s'est destiné de nos jours comme essence de la Technique dans le Gestell. Heidegger précise sa conception : « se destiner (sich schicken), signifie se mettre en route, pour s'ajointer à la directive indiquée et qu'attend un autre destin voilé »(p. 310). Ceci annonce que : « le Gestell se libère en advenant chaque fois à partir d'un autre destin qui ne se laisse ni calculer à l'avance, ni construire métaphysiquement comme conséquence d'une marche de l'histoire » (p. 311).
La technique est le mode contemporain de son « dévoilement ». À l'essence de l'être appartient l'essence de l'homme en ce qu'elle est requise pour que l'Être demeure « pris en garde », dissimulé en tant qu'être selon sa propre essence (p. 311). Françoise Dastur écrit : « L'être de l'homme n'est plus alors compris de manière transcendantale comme capacité à sortir de soi, et à échapper ainsi à toute caractérisation en termes de substance, mais défini à partir de la revendication de l' Être, d'un appel de l' Être qu'il s'agit pour lui de recevoir  et auquel il a à répondre. Exister pour l'homme ne signifie plus pouvoir projeter l'horizon de compréhensibilité de l' Être, mais renvoie maintenant à une manière d'être dont l'homme n'est pas l'initiateur ».

### Le péril (pages 312 à 315)
Le dévoilement de l'essence de la technique requiert l'homme. Parallèlement, l'homme doit s'ouvrir à l'essence de la technique (p. 311-312). Heidegger insiste sur le fait que cette attitude n'a rien à voir avec la célébration de la science et des techniques,.
L'essence du « Gestell » est le « péril » (p. 313). Le péril est l'époque de l'être déployant son essence comme Gestell (p. 315). Le « péril », ou Gefahr, nomme l'époque de l'être déployant son essence comme Gestell, nous fait entrer dans une longue nuit. Heidegger est le témoin de son époque, si être témoin consiste à sonder les abîmes, à faire face à l’Événement, jusqu'au point de comprendre et d'exposer « ce qui a rendu possible » le pire et notamment « l'extermination de l'homme par l'homme », si « le mal ne peut plus être circonscrit à ce qui est moralement mauvais, ni non plus limité à n'être qu'un défaut ou un manquement au sein de l'étant » nous dit et rapporte Gérard Guest.
« Le péril est le site sans lieu de toute présence [...] le péril est la traque en laquelle l'être lui-même dans le mode du Gestell traque d'oubli la garde de l'être en sa vérité » (p. 315). Il y a péril car dans son mode, le Gestell « traque » (das Nachstellen) (se met en chasse ) de tout ce qui est, pose tout d'après lui tout en se faisant discret dans cette « traque » qui dissimule le péril note Hadrien France-Lanord. Alors que la technique semble correspondre au règne de la volonté et de la domination de l'étant par l'homme, il s'avère que « le dévoilement de tout le réel comme fonds commissible entraîne une disparition du sujet lui-même » écrit Françoise Dastur,. « Comme « péril », l'être se détourne de son essence vers l'oubli de cette essence [...] C'est pourquoi dans l'essence du péril s'abrite en « retrait » ou Entzug la possibilité d'un tournant »(p. 313) .
Là où est le péril mais plutôt là où il est repéré comme péril, peut croître ce qui sauve, écrit Heidegger, en référence au vers d'Hölderlin tiré du poème Patmos « mais là où est le péril, croit ce qui sauve ». Dans le péril l'oubli comme tel fait son entrée (p. 315). 
Le tournant de l'oubli (voilé et en retrait jusqu'ici), n'advient que si le péril vient d'abord lui-même à la lumière (p. 315). 
Faisant son entrée l'oubli n'est plus « oubli de l'être » mais bien plutôt il se tourne (fait volte face) et se sachant oubli, entre dans la « garde de l'être » (p. 315) (c'est pourquoi le péril est moins l'oubli de l'être que l'oubli de l'oubli lui-même).

### Le salut (pages 316 et suivantes)
Avec le tournant de l'oubli (avec la conscience de l'oubli) advient le « monde » (p. 315). Le Gestell dissimule la proximité du monde.
C'est soudainement qu'advient le « tournant » (la volte face) du péril (p. 316). Avec le tournant du péril (c'est-à-dire la conscience de) se produit l'éclair de la vérité de l'être comme être « en retrait » ou « pris en garde ». Cette soudaine éclaircie est l'éclair, alors la vérité de l'essence de l'être comme sa prise en garde sont dévoilés. Le regard qui saisit est un « regard dans... » (Einblick in das was ist), il est lui-même avènement, dans l'être (p. 316). 
« Le regard dans ce qui est » ne nomme pas le coup d'œil par lequel nous inspectons l'étant, à l'époque du Gestell, il tente de nommer l' « Être » (p. 318). Lorsque le regard advient, alors les hommes sont ceux que l'éclair de l'être a frappé dans leur essence (p. 318). Le regard découvre l'advenance, « c'est à partir de l'avenance de cet autre que lui, que l'être humain advient à soi ». C'est par l'avènement du regard que l'homme est « approprié » (p. 319). 
« Dans cette correspondance l'homme est « approprié », en sorte qu'il regarde comme mortel le divin à l'encontre, le dieu qui se tient comme un étant » (p. 319).
Ce n'est que lorsque dans l'avènement du regard, l'essence de l'homme renonce à l' « opiniâtreté humaine » et se projette loin de soi que l'homme correspond dans son essence à l'appel du regard (p. 319). Il peut alors dire ce qui est, sans égard à la situation contemporaine. Ce qui se voit c'est le retrait, ce qui se dit c'est la « constellation de l'être ». S'il doit y avoir un « dieu », il advient dans la « constellation de l'être » (p. 320).
Heidegger termine son texte en se demandant si le regard porté dans l'essence de la technique suffit à prendre en garde l'être lui-même (p. 321). C'est de cet éclair de l'être que peut provenir la paix (p. 321).

## Remarques de traduction
Si l'on suit Gérard Guest, la traduction systématique du terme allemand wesen par essence fait obstacle à la compréhension de ce texte. « Heidegger n’aura pourtant cessé d’avertir que l’emploi qu’il faisait du mot ne devait plus, depuis longtemps, être entendu comme signifiant l’« essence », elle-même métaphysiquement entendue, mais bien dans toute la force de son aspectualité « verbale », celle du vieux verbe allemand « ∗wesen » (vieil haut allemand « ∗wesan », voir sanscrit « vásati »), lequel signifie « être », ou bien « estre », avec la nuance aspectuelle de « durer » (all. « währen ») : « demeurer », « séjourner », « habiter un lieu » (et y avoir ses « habitudes ») [...] on continue donc à parler, comme si de rien n’était (cela paraît sans doute plus familier), de l’« essence du Dasein », de l’« essence de la technique », de l’« essence du langage », de l’« essence de la vérité », etc. — et bien entendu : de l’« essence de l’Être ». ». Gérard Guest propose de traduire Wesen par « aître », qui non plus ne fait pas l'unanimité. L'essentiel est de bien souligner l'aspect verbal du verbe wesen et d'accoler à chacune de ses traductions par le concept d'essence l'idée de déploiement de lieu et du demeurer.